# Heptagenia dolosa
Heptagenia dolosa är en dagsländeart som beskrevs av Jay R. Traver 1935. Heptagenia dolosa ingår i släktet Heptagenia och familjen forsdagsländor. Inga underarter finns listade i Catalogue of Life.